# Carl Fock (1854–1938)
Carl Alexander Fock, född 29 juni 1854 i Stockholm, död där 12 oktober 1938, var en svensk friherre och militär.
Carl Fock blev underlöjtnant vid Svea livgarde 1876, kapten 1894 och major vid Göta livgarde 1903. Han befordrades till överstelöjtnant vid Skaraborgs regemente 1906 och vid Göta livgarde 1907. Fock var överste och chef för Hälsinge regemente 1909–1915 och övergick som överste till VI. arméfördelningens reserv 1915. Fock blev ledamot av krigshovrätten 1915. Han blev riddare av Svärdsorden 1898, kommendör av andra klassen av samma orden 1912 och kommendör av första klassen 1916.
Carl Fock gifte sig 1880 med Huldine Beamish från Irland, dotter till kapten R.P. Beamish och Huldine Mosander. Han var far till  Fanny von Wilamowitz-Moellendorff, Elsa, Mary von Rosen, Carin Göring och Lily Martin.
Makarna Fock är begravda på Lovö kyrkogård.